# ژنرال (افسر)
ژنرال (انگلیسی: General officer) افسری با رتبه بالا و اغلب ۴-ستاره در نیروی زمینی، نیروی هوایی و نیروی فضایی برخی کشورها، همچنین تفنگداران دریایی یا پیاده‌نظام نیروی دریایی است.
در برخی کاربردها، اصطلاح «ژنرال» به رتبه‌ای بالاتر از درجه سرهنگ (سرتیپ، سرلشکر، سپهبد و ارتشبد) اشاره دارد.
صفت ژنرال از اواخر قرون وسطی به عنوان افسر به کار می‌رفت تا برتری نسبی یا حوزه قضایی گسترده‌تری را نشان دهد.
در سیستم قدیمی اروپایی، یک ژنرال، بدون پیشوند یا پسوند (و گاهی اوقات به طور غیررسمی به عنوان "ژنرال کامل" یا "ژنرال تمام" شناخته می‌شود)، معمولاً ارشدترین نوع ژنرال، بالاتر از سپهبد و پائین‌تر از فیلد مارشال به عنوان یک رتبه چهار ستاره است.
معمولاً این درجه بالاترین رتبه در نیروهای مسلح در زمان صلح است و رتبه‌های ارشدتر (به عنوان مثال، ژنرال نیروی زمینی، فیلد مارشال، مارشال نیروی هوایی، ادمیرال ناوگان) فقط در زمان جنگ یا به عنوان درجات افتخاری استفاده می‌شوند.
با این حال، در برخی ارتش‌ها، از درجه‌های کاپیتان ژنرال، ارتشبد ارتش یا سرهنگ ژنرال برای معادل واژه ژنرال ۵-ستاره استفاده می‌شود. بسته به شرایط و ارتش مورد نظر، این رتبه‌ها ممکن است معادل یک ژنرال "کامل" یا رتبه پنج ستاره فیلد مارشال در نظر گرفته شوند.